# Ліард

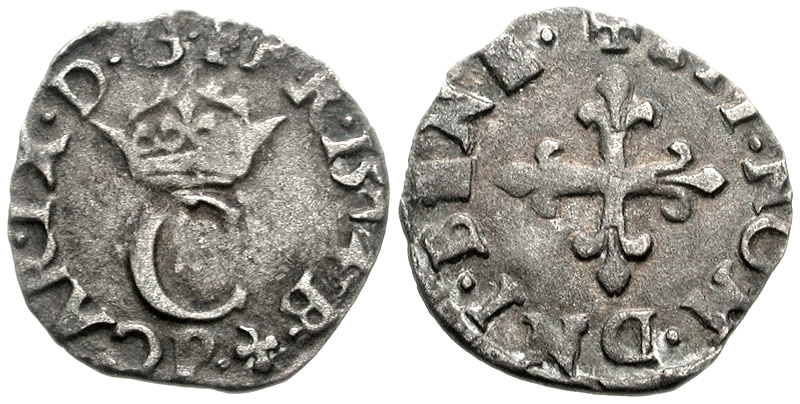
Ліард Карла IX (1560-74)
Напис ліворуч: CAR • IX • D • G • FR • R
Напис праворуч: SIT • NOM • DNI • BENE

Ліард, Ліар (фр. liard) — середньовічна французька монета XIV—XVIII століть.

## Історія
Спочатку це була дрібна монета Дофіне (історична область, приєднана до Франції в 1342 році), яка дорівнює 3 дофінських деньє. Монету карбували з низькопробного срібла (білону). На аверсі найчастіше зображений дельфін.
За Людовіка XI (1461-83) ліард став загальнофранцузької монетою, що дорівнювала 3 деньє турнуа. Вага монети становила 1,2 г, проба срібла — 250-я.
Ліард регулярно карбували до кінця XVIII століття, проте якість і вага монети постійно знижувалися.
У середині XVI століття ліард важив вже 1,06 г, а проба срібла знизилася до 188-ї, за Генріха III (1574—1589) вага майже не змінилася (близько 1 г), але проба зменшилася до 125-ї.
У 1648 році було випущено перший мідний ліард вагою 3,8-4 м. На одних монетах карбували номінал 3 деньє (" 3d «), на інших -» Liard de France ".
З часів Людовіка XV (1715-74) Ліард важив уже 3 г, при цьому став найдрібнішою розмінною монетою Франції.
Монету карбували аж до введення нової монетної системи франк = 100 сантимів . Останні ліарди було вилучено з обігу в 1856 році; на той час ліард коштував 1 / 4 су .
Назву Ліард мали також ще кілька монет:
- Розмінна монета Нідерландів, введена імператором Карлом V в XVI столітті. Пізніше так називалася розмінна монета Австрійських Нідерландів = 1 / 124 кроненталера (до окупації революційної Францією в 1794 році).
- Біллонна монета Монако (" Ліардо "); вперше карбована в 1720 році.

## Джерело
- 3варич В. В. Нумізматичний словник. — Львів: «Вища школа», 1978, 338 с.